# ماریان تاوای
ماریان تاوای (لهستانی: Marian Tałaj؛ زادهٔ ۲۲ دسامبر ۱۹۵۰) جودوکار اهل لهستان بود.